# Bianca Bellová

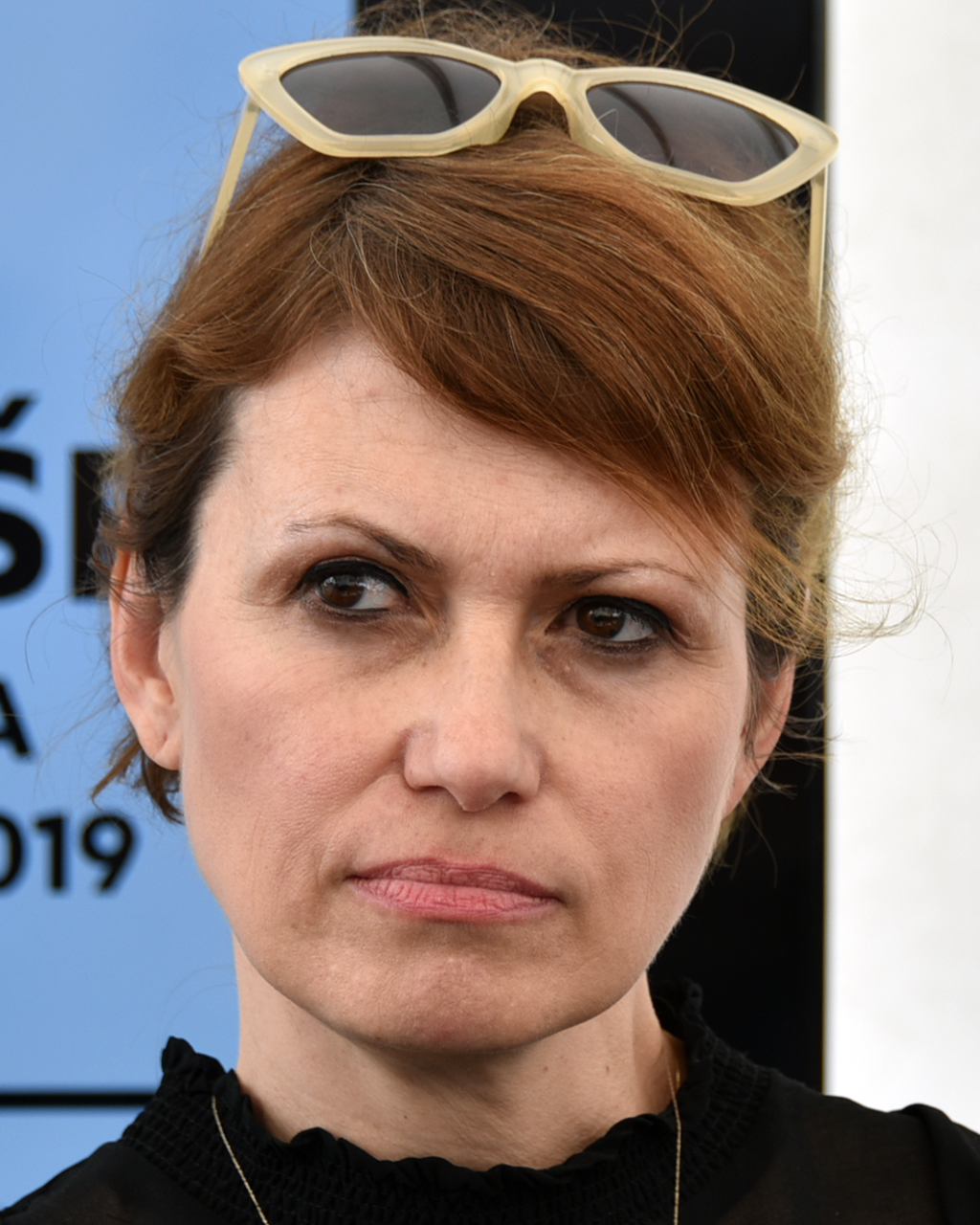
Bianca Bellová (2019)

Bianca Bellová (* 20. Februar 1970 in Prag) ist eine tschechische Schriftstellerin und Übersetzerin aus dem Englischen.

## Leben
Bellová absolvierte ein Studium an der Wirtschaftsuniversität Prag. Anschließend arbeitete sie für internationale Projekte und schrieb für Zeitschriften. Als Schriftstellerin debütierte sie 2007 mit dem Roman Sentimentální román. Sie ist mit dem englischen Sänger Adrian T. Bell verheiratet und lebt in Prag.

## Werke
- Sentimentální román, 2007
- Mrtvý muž, 2011
  - dt.: Toter Mann, übersetzt von Mirko Kraetsch, 2014
- Celý den se nic nestane, 2013
- Jezero, 2016
  - dt.: Am See, übersetzt von Mirko Kraetsch, 2018
- Mona, 2019

## Auszeichnungen und Nominierungen
- 2017: Magnesia Litera für Jezero
- 2017: Literaturpreis der Europäischen Union für Jezero
- 2019: Finalistin des Mitteleuropäischen Literaturpreises Angelus mit Jezero in der polnischen Übersetzung